# Hiduminium

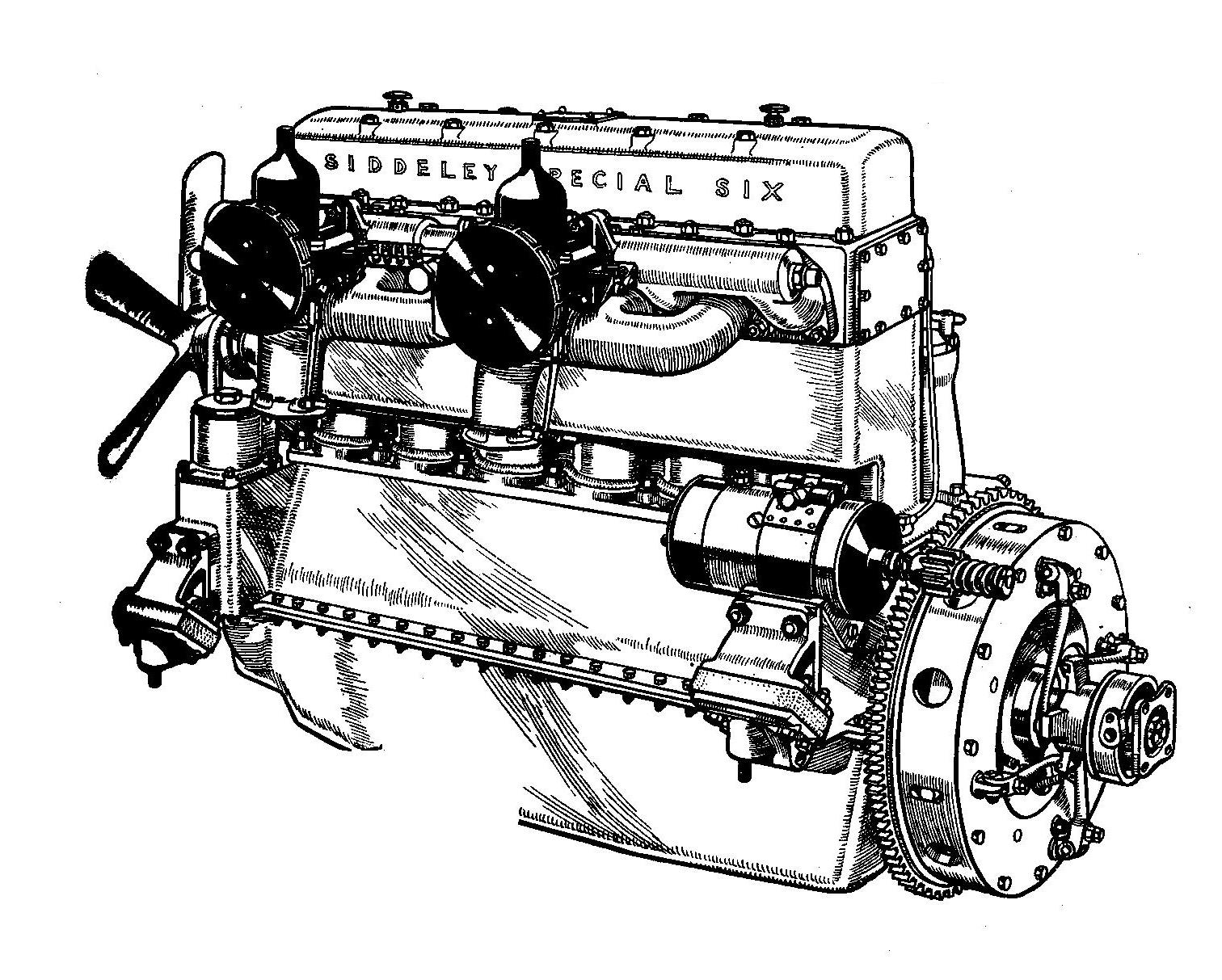
Motor de seis cilindros y 5 litros fabricado en hiduminium para el Armstrong Siddeley Special

Las aleaciones de hiduminium (o de manera análoga en español, de hiduminio), también conocidas como aleaciones R.R., son una serie de aleaciones de aluminio de alta resistencia a elevadas temperaturas, desarrolladas para su uso en aviación por Rolls-Royce ("RR") antes de la Segunda Guerra Mundial.
Fueron fabricadas y luego desarrolladas por High Duty Alloys Ltd. El nombre Hi-Du-Minium procede del apócope de su nombre completo en inglés: aleaciones de High Duty Aluminium (aleaciones de aluminio de alta resistencia).
La primera de estas aleaciones de hiduminio se denominó R.R.50. Se desarrolló inicialmente para los pistones de los motores de competición,
y fue adoptado más tarde para su uso en motores aeronáuticos. Era un desarrollo de un compuesto anterior, la aleación Y, la primera de las  aleaciones ligeras de aluminio con níquel.
Estas aleaciones son uno de los tres grupos principales de aleaciones de aluminio de alta resistencia. Las aleaciones de níquel-aluminio tienen la ventaja de mantener la resistencia a altas temperaturas, lo que las hace particularmente útiles para los pistones de los motores de explosión.

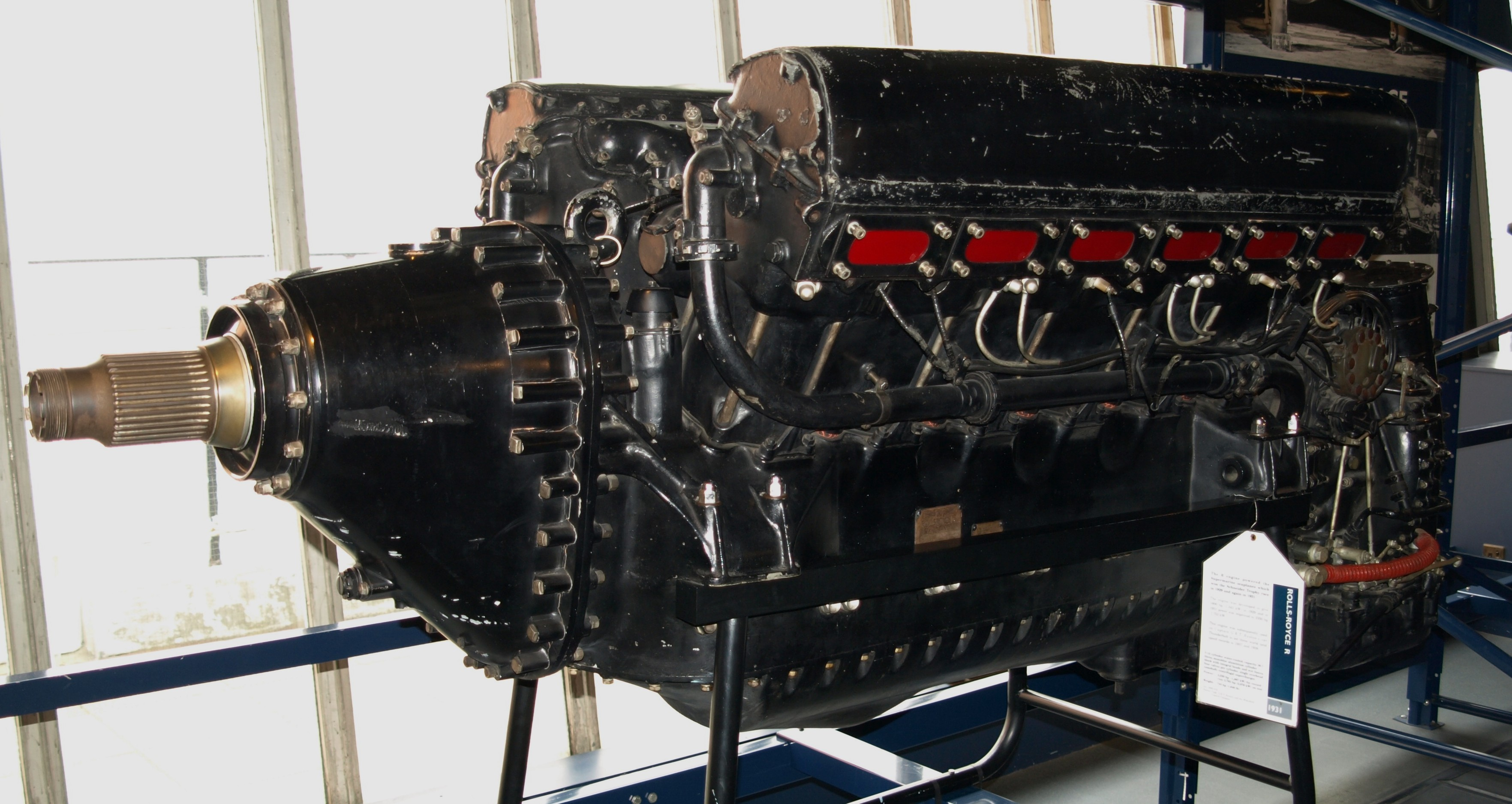
Motor Rolls-Royce R

## Adopción temprana
En 1929, las aleaciones de aluminio tenían un uso limitado en los aviones, empleándose de forma pionera en el motor Rolls-Royce R que tuvo un gran éxito en las carreras de hidroaviones del Trofeo Schneider. Rápidamente se extendieron a otros fabricantes, y en 1931 fueron adoptadas por ABC para su motor Hornet. La aleación R.R.50 se usó para el cárter y la R.R.53 para los pistones.
Su primer uso masivo en serie fue en el automóvil Armstrong Siddeley Special de 1933. Armstrong Siddeley ya tenía experiencia en el uso de la aleación, y era poseedor de una inversión financiera en su fabricante, como parte de su negocio de motores aeronáuticos.
Las ventajas de estas aleaciones fueron reconocidas en todo el mundo. Cuando se utilizaron 576 pistones fabricados con la aleación hiduminium R.R.59 para el vuelo transatlántico de la flotilla de hidroaviones del italiano Italo Balbo, la empresa productora del compuesto, High Duty Alloys, utilizó la noticia de la travesía en su propia publicidad.

## High Duty Alloys Ltd.
La empresa High Duty Alloys Ltd. fue fundada en 1927 por el coronel W. C. Devereux en Farnham Road, Slough.
La compañía comenzó a partir de los restos de la antigua empresa de motores Peter Hooker Limited de Walthamstow, que había prosperado durante la Primera Guerra Mundial. Hooker, entre otros productos, construyó bajo licencia el motor Gnome Monosoupape, pasando su propulsor a ser conocido como The British Gnome y la empresa como Le Rhône Engine Co. Esta actividad les había convertido en expertos en el trabajo con la aleación Y. La reducción de la demanda en la posguerra y el suministro abundante de motores excedentes del conflicto bélico, hicieron atravesar tiempos difíciles a todos los fabricantes de motores y componentes aeronáuticos. Después de comprar la compañía a principios de 1920, BSA revisó sus operaciones y decidió que Hooker debería liquidarse. Tras mantenerse algunos años como sociedad mercantil, las operaciones de Hooker terminaron a finales de 1927, cuando se vendieron sus talleres.
Aproximadamente en ese momento se recibió un pedido grande, de algunos miles de pistones para el motor Armstrong Siddeley Jaguar. Armstrong Siddeley no tenía otro suministrador con capacidad suficiente para producir estos pistones, por lo que W.C. Devereux, gerente de producción de Hooker, propuso fundar una nueva compañía para completar este pedido. John Siddeley prestó el dinero para volver a comprar el equipo necesario y para contratar de nuevo a parte del personal de Hooker. Como los edificios ya se habían vendido, la nueva compañía ocupó unas instalaciones en Slough.
Más adelante, la demanda de componentes mecánicos generada por Rolls-Royce llevó a la expansión del negocio, abriéndose una fábrica en Redditch. Estos materiales fueron tan cruciales para la producción de aviones, que con el estallido de la Segunda Guerra Mundial se estableció una de las factorías en la sombra británicas en el área remota de Cumberland (ahora Cumbria), en Distington, cerca de Whitehaven.
Además de producir lingotes de aleación en bruto, la fabricación incluía los procesos iniciales de forjado o fundición. El mecanizado final era realizado por los clientes. El hiduminio tuvo tanto éxito, que durante la Segunda Guerra Mundial fue utilizado por todos los principales fabricantes británicos de motores aeronáuticos.
En 1934, Reynolds Tube Co. comenzó la producción de componentes estructurales extruidos para fuselajes, utilizando la aleación R.R.56 suministrada por High Duty Alloys. En sus instalaciones de Tyseley, Birmingham, se construyó una nueva planta diseñada específicamente para ellos. Con el tiempo, la compañía Reynolds de la posguerra, conocida por sus cuadros de bicicleta tubulares de acero, intentaría sobrevivir en el mercado en tiempos de paz suministrando componentes fabricados con la aleación hiduminium para componentes de alta gama para bicicletas, como platos, bielas y frenos.
En 1937, el impulsor y la carcasa del compresor del motor de reacción Power Jets WU se fabricaron con las aleaciones R.R.56 y R.R.55 respectivamente. En el Power Jets W.1, el material del compresor se cambió a R.R.59. Hacia 1943, el de Havilland Goblin, el primer motor a reacción de producción británico que se construiría en grandes cantidades, estaba en desarrollo. Su compresor centrífugo se conformaba a partir de una pieza de 225 kg de R.R.50, siendo el mayor elemento forjado en la época con este material. Después del mecanizado, la pieza pesaba 50 kg. El tamaño de estas piezas de forja era tan grande, que las velocidades de enfriamiento en su centro afectaban a las propiedades metalúrgicas de la aleación. Devereux aconsejó la reducción del contenido de silicio por debajo del 0,25% y esta aleación R.R.50 baja en silicio se utilizó en toda la producción del reactor Goblin.
Las 1600 antorchas para los Juegos Olímpicos de Londres 1948 fueron producidas por la compañía.

## Composición de la aleación
El duraluminio ya había demostrado sus propiedades como aleación de alta resistencia. La virtud de la aleación Y era su capacidad para mantener una alta resistencia a altas temperaturas. Las aleaciones R.R. fueron desarrolladas por Hall & Bradbury en Rolls-Royce, en parte para simplificar la fabricación de los componentes que las utilizaban. Se usó un proceso de tratamiento térmico específico de múltiples pasos para controlar sus propiedades físicas.
En términos de composición, la aleación Y típicamente contiene un 4 % de cobre y un 2 % de níquel. Las aleaciones R.R. reducen cada uno de estos dos metales a la mitad (al 2 % y al 1 %), y se introduce un 1 % de hierro.
Ejemplo de composición:
| R.R.56          |             |
| --------------- | ----------- |
| Punto de fusión | 635 °C      |
| Densidad        | 2,75 kg/dm³ |
| Composición     |             |
| Aluminio        | 93.7%       |
| Cobre           | 2.0%        |
| Hierro          | 1.4%        |
| Níquel          | 1.3%        |
| Magnesio        | 0.8%        |
| Silicio         | 0.7%        |
| Titanio         | 0.1%        |

### Tratamiento térmico
Como muchas de las aleaciones de aluminio, la aleación Y envejece espontáneamente a temperaturas normales después del templado. Por el contrario, las aleaciones R.R. no endurecen espontáneamente, hasta que posteriormente se tratan térmicamente para lograr su envejecimiento artificial. Esto simplifica su mecanizado en estado blando, particularmente cuando los componentes en blanco son fabricados por un subcontratista y deben enviarse a otro fabricante antes del mecanizado definitivo. Para la aleación RR56, el tratamiento consiste en enfriar las piezas sumergidas en una solución desde los 530 °C, llevándose a cabo el proceso de envejecimiento a 175 °C. Para la aleación RR50, el tratamiento con la solución puede omitirse y el metal puede someterse directamente al endurecimiento por precipitación (155 °C-170 °C ).
Después del tratamiento de solución, la tensión de rotura de la aleación aumenta, pero su módulo de Young disminuye. La segunda etapa del envejecimiento artificial aumenta ligeramente la resistencia, pero también restaura o mejora la elasticidad.
| R.R.53 B moldeado en frío                       | Máxima tensión mecánica kg/cm² | Deformación (elongación) |
| ----------------------------------------------- | ------------------------------ | ------------------------ |
| Moldeado                                        | 2200                           | 3%                       |
| Tratamiento en solución                         | 3460                           | 6%                       |
| Tratamiento en solución y envejecido artificial | 4100                           | 3%                       |

| R.R.53 B Composición | R.R.53 B Composición |
| -------------------- | -------------------- |
| Aluminio             | 92.8%                |
| Cobre                | 2.5%                 |
| Níquel               | 1.5%                 |
| Hierro               | 1.2%                 |
| Silicio              | 1.2%                 |
| Magnesio             | 0.8%                 |

## Gama de aleaciones
Se produjo una variada gama de aleaciones en el rango R.R.50 que podían trabajarse por fundición o forjado, pero que no fueron ideadas para su extrusión en barras o láminas:
| Aleación | Uso |
| -------- | --- |
| R.R.50   | Uso general, fundición en molde de arena                                                                 |
| R.R.53   | Fundición en moldes a presión para pistones (Contenido adicional de silicio, para mejorar su mecanizado) |
| R.R.56   | Uso general, forjado                                                                                     |
| R.R.58   | Forjado de baja deformación para turbinas y compresores                                                  |
| R.R.59   | Pistones forjados                                                                                        |

Se aumentó el número de aleaciones para cubrir una gran variedad de aplicaciones y técnicas de procesamiento. En el Salón Internacional de la Aeronáutica y el Espacio de París-Le Bourget de 1953, la compañía High Duty Alloys mostró no menos de ocho diferentes aleaciones de hiduminium RR: 20, 50, 56, 58, 66, 77, 80 y 90. También se exhibieron álabes de compresores y turbinas de gas en hiduminium, y una gama de sus productos en la serie de aleaciones de magnesio magnuminium.
La aleación RR58, también conocida como aluminio 2618 (con porcentajes del 2,5 de cobre; 1,5 de magnesio; 1,0 de hierro; 1,2 de níquel; 0,2 de silicio; 0,1 de titanio y el resto de aluminio), originalmente destinada para las palas del compresor de un motor de reacción, se utilizó como el material estructural principal para el fuselaje del Concorde, suministrado por High Duty Alloys. También fue conocida como AU2GN en el lado francés del proyecto.
Las aleaciones posteriores, como la R.R.66, se utilizaron para chapa, donde se necesitaba una gran resistencia en una aleación capaz de ser trabajada por embutición. Esto se hizo más importante en la posguerra, con aviones a reacción cada vez más rápidos, ya que problemas como la compresibilidad transónica se volvieron críticos, porque era necesario que el material de cobertura de una aeronave fuera fuerte, y no simplemente los largueros estructurales o el bastidor.
La R.R.350, una aleación de alta temperatura que se podía fundir para usarse con moldes de arena, se usó en el motor a reacción General Electric YJ93 y también en el General Electric GE4, destinado al posterior proyecto estadounidense del avión supersónico Boeing 2707 SST, que acabaría siendo cancelado.